# Borchardt C-93
Borchardt C93 самозарядний пістолет розроблений Гуго Борхардтом в 1893 році. 
Конструкцію створено на базі кулемета Максима з вільним затвором. 
Борхардт розробив високошвидкісний, пляшкоподібний набій 7,65×25 мм Borchardt для C93. Георг Люгер, який був його помічником на той час, стверджував, що також був причетний до розробки. Виробник станків Ludwig Loewe & Company з Берліну випустив пістолет C93 очікуючи на військові замовлення. Компанія Loewe випустила приблизно 1100 одиниць та приблизно 2000 одиниць випустила компанія Deutsche Waffen und Munitionsfabriken. Borchardt C93 став першим серійним самозарядним пістолетом.

## Конструкція та історія
У пістолеті використовувалася система важільного замикання затвора, це значило, що при пострілі важіль, який складався з двох частин, піднімався і згинався при віддачі, таким чином затвор відмикався і викидав порожню гільзу.
DWM найняла Георга Люгера для рекламування пістолета Борхардта для військових та цивільних. ВМС США випробували пістолет ще в 1894 році, а пізніше це зробила армія США. Хоча він був точним і його скорострільність була високою, пістолет Борхардта був дорогим у виробництві та громіздким у користуванні через його майже вертикальне руків'я та розподіл ваги. Крім того, його віддача була несподівано потужною. Ці критичні зауваження були відзначені під час польових випробувань швейцарської армії. Однак Борхардт відмовився вносити будь-які зміни до свого первісного проекту. Потім DWM доручили Георгу Люгеру внести необхідні покращення у пістолет. Люгер взяв конструкцію Борхардта, використав коротший набій 7,65×21 мм Парабеллум, що дозволило йому використати короткий важільний механізм та більш вужче руків'я з більшим кутом нахилу. Зрештою конструкція Люгера стала відомою як пістолет Люгера Парабеллум.
Набій з пістолета Borchardt C93 став базою для набою який використали в пістолеті Mauser C96 (7,63×25 мм Mauser); він мав схожі розміри, але 7,63 мм Mauser мав потужніший заряд пороху (сучасні дані про заряд показали, що він містив приблизно на 20% більше пороху, ніж набій Борхардт), а тому його вважають доволі потужним для використання в пістолеті Borchardt C93. Проте патронні коробки деяких виробників мали маркування "Для автоматичних пістолетів Борхардта та Маузера".
Borchardt C93 виготовлявся та продавався виключно у своєму запатентованому калібрі - 7,65×25 мм Borchardt. Деякі тестові моделі були зроблені під набій 7,65×21 мм Парабеллум та 9×18 мм Borchardt, експериментальний пляшкоподібний набій розроблений в 1902 році.

## Галерея

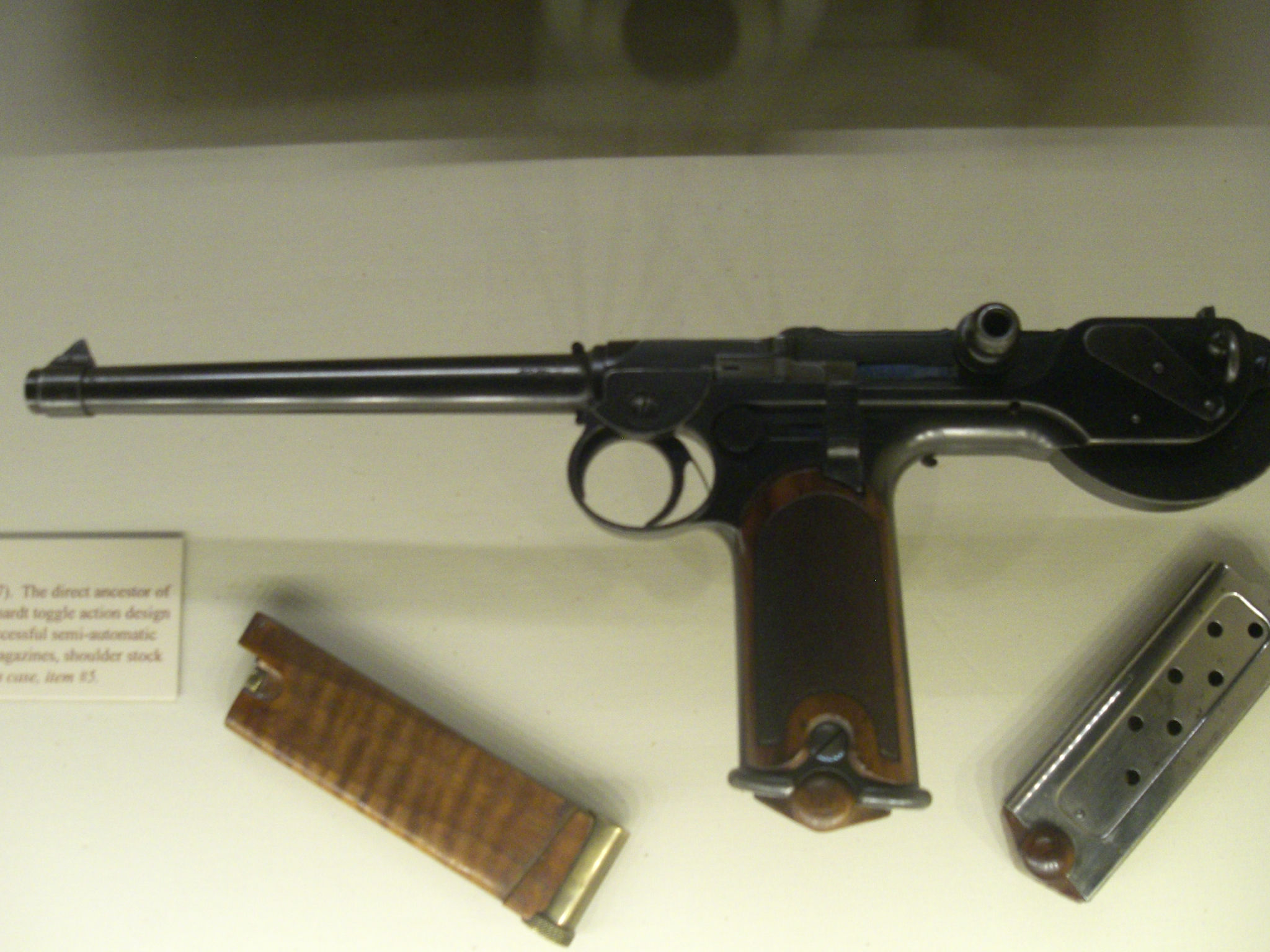
Borchardt C93 з магазином та дерев'яною імітацією магазина
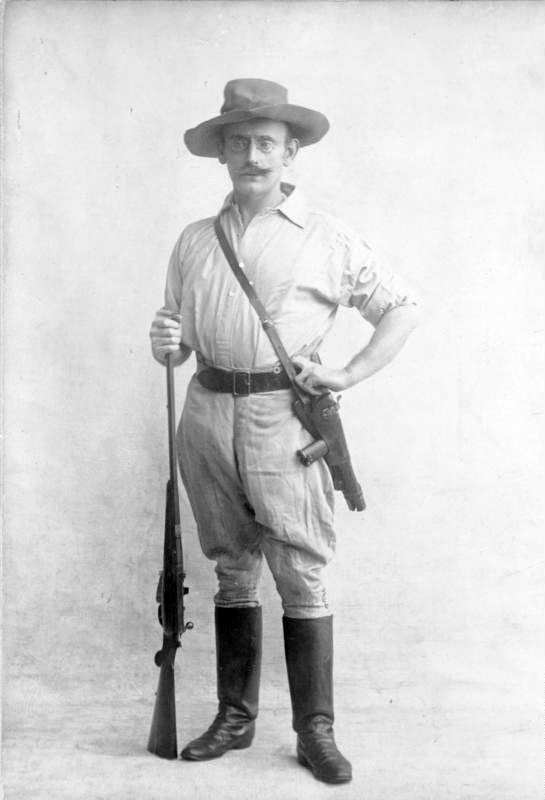
Карл Петерс з пістолетом Borchardt C93
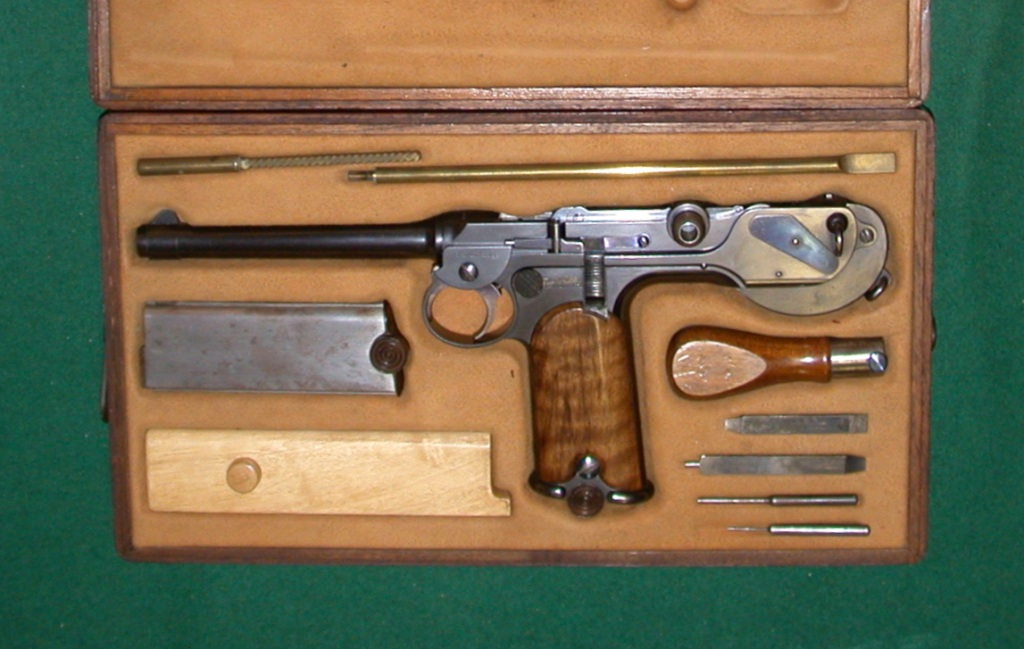
Набір Borchardt C93